# Juan Diego Alvira
Juan Diego Alvira Cortés (Ibagué, 16 de octubre de 1976) es un periodista y presentador colombiano.
Estudió Comunicación social y periodismo en la Universidad Jorge Tadeo Lozano.

## Biografía
Juan Diego nació en Ibagué, pero fue criado en el municipio de Ortega, en el sur del departamento de Tolima. Alvira estudió en el Colegio Franciscano Jiménez de Cisneros de Ibagué, donde descubrió su atracción por la comunicación. Luego estudió Comunicación social y periodismo en la Universidad Jorge Tadeo Lozano, más tarde se graduaría de derecho en la Universidad La Gran Colombia.

## Trayectoria

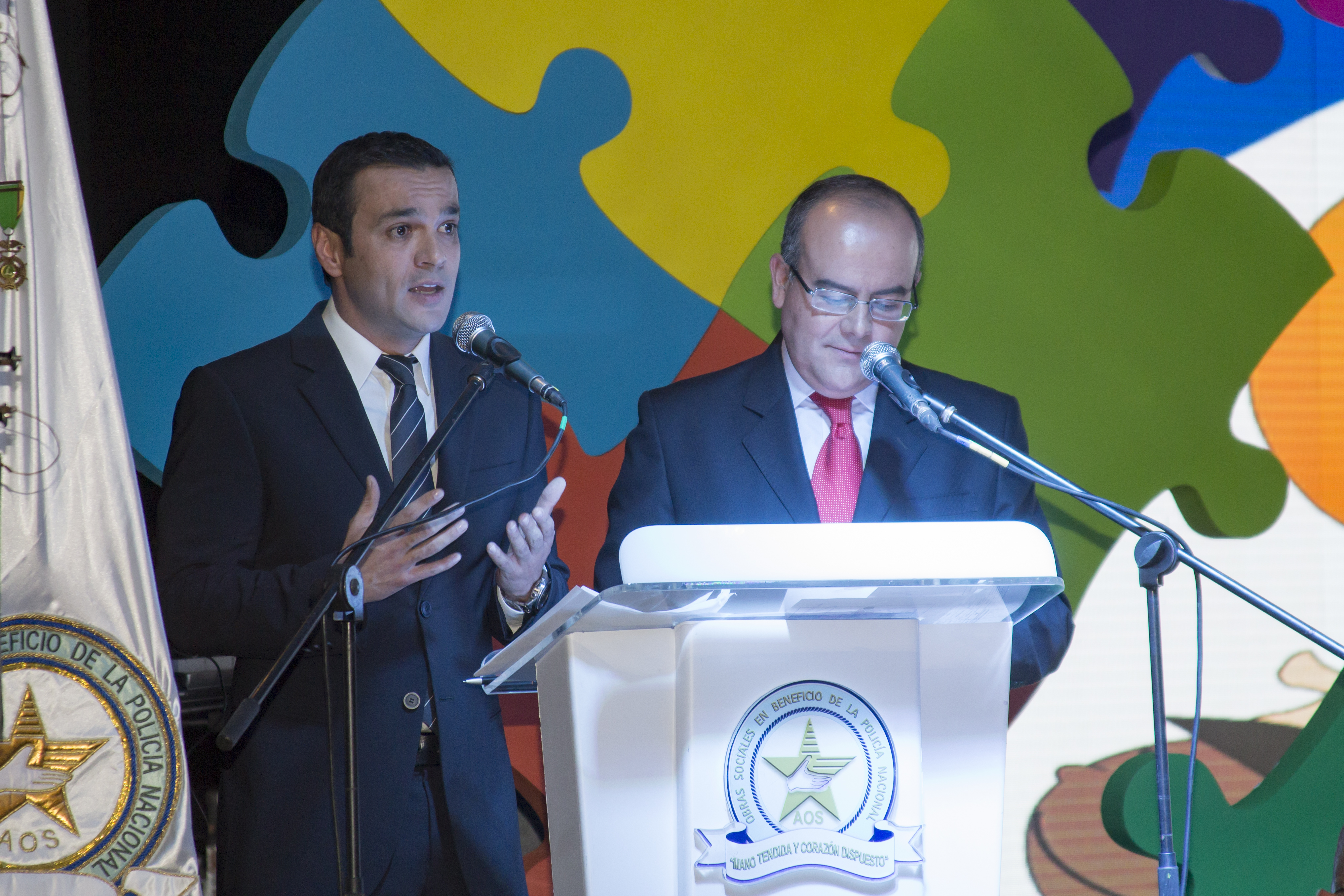
Alvira junto a Ricardo Orrego, durante la celebración del Café por un futuro de 2016.

Su carrera inició en Radio Sucesos de RCN Radio en su natal Ibagué, después incursionó en el periodismo deportivo en la revista Deporte Gráfico. Alvira ingresó luego al periódico El Espectador, para más tarde ingresar como presentador en el noticiero City Noticias de City TV en el 2000 Se convirtió en director de emisión de las noticias del mediodía, y después se encargó de presentar la edición estelar de dicho noticiero y se encargaba de la presentación del programa periodístico y de investigación CTY, Acción contra el crimen. En febrero de 2011, ingresó a Noticias Caracol de Caracol Televisión, como presentador de noticias en la franja de los fines de semana, junto a Luz Elena Ramos.
Presentó la primera edición del informativo de Caracol, al lado de Catalina Gómez. En 2014, obtuvo un reconocimiento como «Mejor trabajo de televisión», por el especial de Noticias Caracol, Autos en la mira: Un descuido, un atraco, donde se mostraba una radiografía del panorama de robos de autos en la ciudad de Bogotá. Desde 2015 y hasta 2022, dirigió la sección El periodista soy yo, que se basa en denuncias ciudadanas enviadas en video. En 2022 salió de Caracol e ingresó como periodista de Grupo Semana, sin embargo, su paso allí duró unos cuatro meses. Además dirigió y condujo un espacio informativo de Blu Radio, llamado Vive Bogotá.
En 2023 ingresó a Canal 1 donde lidera y presenta el programa Sin carreta. 

## Vida personal
Alvira está casado con una comunicadora social y directora de comunicaciones del Instituto Nacional Penitenciario y Carcelario (INPEC) Ana María Escobar. En mayo de 2017 hizo público, que estaban esperando su primera hija juntos. El 27 de octubre, el periodista a través de su cuenta en Instagram, confirmó el nacimiento de su hija, María del Mar. Alvira es además muy conocido por su estilo de periodismo y de como presenta las noticias, lo que el mismo denomina como walk & talk (en español: «Caminar y hablar», por la cual ha logrado ser tendencia en las redes sociales, e, inclusive, lo han convertido en objeto de amenazas en su contra.  Es seguidor del equipo de fútbol Deportes Tolima.

## Premios y nominaciones
| Año  | Premiación                     | Trabajo nominado | Categoría                     | Resultado | Ref.   |
| ---- | ------------------------------ | ---------------- | ----------------------------- | --------- | ------ |
| 2010 | XXVI Premios India Catalina    | Citynoticias     | Mejor presentador de noticias | Ganador   | [ 19 ] |
| 2011 | XX Premios TVyNovelas          | Citynoticias     | Mejor presentador de noticias | Nominado  | [ 20 ] |
| 2012 | XXVIII Premios India Catalina  | Noticias Caracol | Mejor presentador de noticias | Nominado  | [ 21 ] |
| 2014 | XXIII Premios TVyNovelas       | Noticias Caracol | Mejor presentador de noticias | Nominado  | [ 22 ] |
| 2015 | XXIV Premios TVyNovelas        | Noticias Caracol | Mejor presentador de noticias | Nominado  | [ 23 ] |
| 2016 | XXV Premios TVyNovelas         | Noticias Caracol | Mejor presentador de noticias | Nominado  | [ 24 ] |
| 2017 | XXVI Premios TVyNovelas        | Noticias Caracol | Mejor presentador de noticias | Nominado  | [ 25 ] |
| 2018 | XXVII Premios TVyNovelas       | Noticias Caracol | Mejor presentador de noticias | Nominado  | [ 26 ] |
| 2022 | XXXVIII Premios India Catalina | Noticias Caracol | Mejor presentador de noticias | Ganador   | [ 27 ] |

### Otros reconocimientos
- Premio Fasecolda al Periodismo de Seguros (2014) a «Mejor trabajo de televisión» por Autos en la mira: Un descuido, Un Atraco (junto a Valeria Chantré).[9]
- Premio al Mérito de la revista Momentos (2014) a «Mejor presentador de noticias».[28]